# CMC$
Yael Nahar, más conocido por su nombre artístico CMC$ (abreviatura de See Me Counting Stacks) (pronunciado como "CMCS"), es un músico holandés, DJ y productor musical.
Obtuvo reconocimiento por su colaboración con DVBBS titulada "Not Going Home" y por su coproducción en In The Name of Love.

## Biografía
Fue a la escuela de producción Herman Brood Academie. En 2015, lanza su primer sencillo "Wake Up Call", este alcanzó el número cuatro en las listas de iTunes.

## Discografía

### Álbumes deremixes
| Año  | Título                        | Fecha            | Discográfica | Artistas                             |
| ---- | ----------------------------- | ---------------- | ------------ | ------------------------------------ |
| 2017 | "Understand Me" (The Remixes) | 6 de octubre     | STMPD RCRDS  | Bougenvilla Fannypack Slashtaq Roses |
| 2019 | "Time Machine" (Remixes)      | 11 de septiembre | STMPD RCRDS  | BeauDamian CMC$ & B3RROR             |

### Sencillos
| Año  | Canción                                         | Sello discográfico | Álbum              |
| ---- | ----------------------------------------------- | ------------------ | ------------------ |
| 2014 | Hypo CMC$ con Sin City Status y Lucid           | FRNT Music         | -                  |
| 2015 | Wake Up Call CMC$ con Lucid                     | FRNT Music         | -                  |
| 2015 | Wish CMC$ con Juliette Claire                   | FRNT Music         | -                  |
| 2016 | Not Going Home CMC$ con DVBBS y Gia Koka        | Ultra Records      | Beautiful Disaster |
| 2017 | Won't Let You Go CMC$                           | Spinnin' Records   | -                  |
| 2017 | Keys CMC$ y Jalise Romy                         | Spinnin' Records   | -                  |
| 2017 | Understand Me CMC$ y Conor Maynard              | STMPD RCRDS        | -                  |
| 2017 | Parallel Lines CMC$ con DVBBS y Happy Sometimes | Ultra Records      | -                  |
| 2017 | Those Lights CMC$ y Stevie Appleton             | Spinnin' Records   | -                  |
| 2017 | Thinkin' Bout Myself CMC$ y CADE                | STMPD RCRDS        | -                  |
| 2018 | Love Parade CMC$ y Jenny March                  | STMPD RCRDS        | -                  |
| 2018 | Baller CMC$ y Crossnaders                       | STMPD RCRDS        | -                  |
| 2018 | X's CMC$ y GRX con Icona Pop                    | STMPD RCRDS        | -                  |
| 2018 | As Long As I'm With You Omi y CMC$              | Ultra Records      | -                  |
| 2019 | Time Machine CMC$ con Happy Sometimes y 5$Shake | STMPD RCRDS        | -                  |
| 2020 | Stupid Dumb CMC$ con SVEA                       | STMPD RCRDS        | -                  |
| 2020 | Stupid Dumb (Acoustic Version) CMC$ con SVEA    | STMPD RCRDS        | -                  |
| 2020 | Nobody But You CMC$ con Asher Angel             | STMPD RCRDS        | -                  |

### Remixes
| Año  | Título                                | Artista                            | Discografía      | Álbum                            |
| ---- | ------------------------------------- | ---------------------------------- | ---------------- | -------------------------------- |
| 2015 | Return Of The Mack (CMC$ Remix)       | Lady Bee y Rochelle                | Spinnin' Records | Return Of The Mack (The Remixes) |
| 2015 | Until The Morning (CMC$ Remix)        | Kriss Kross Amsterdam y Choco      | Spinnin' Records | -                                |
| 2018 | So Far Away (CMC$ Remix)              | Martin Garrix y David Guetta       | STMPD RCRDS      | So Far Away (The Remixes Vol. 2) |
| 2019 | Old Town Road (CMC$ & 5$Shake Remix)  | Lil Nas X y Billy Ray Cyrus        | Columbia Records | -                                |
| 2019 | Time Machine (CMC$ & B3RROR VIP Edit) | CMC$ con Happy Sometimes y 5$Shake | STMPD RCRDS      | -                                |

## Créditos de Composición y Producción
| Año  | Título                | Artista                    | Discografía |
| ---- | --------------------- | -------------------------- | ----------- |
| 2016 | "In The Name of Love" | Martin Garrix & Bebe Rexha | STMPD RCRDS |